# Pratt & Whitney R-1690 Hornet
Pratt & Whitney R-1690 Hornet — американский поршневой звездообразный 9-цилиндровый авиадвигатель воздушного охлаждения, разработанный в 1926 году. Цифра 1690 в наименовании означает рабочий объём в кубических дюймах. В США до 1942 года было выпущено 2944 штуки.
В Италии он выпускался по лицензии как Fiat A.59, а в Германии на его основе был разработан двигатель BMW 132. Существовала также выпускавшаяся с 1929 года модель Pratt & Whitney R-1860 Hornet B с увеличенным рабочим объёмом.

## Модификации
(данные по двигателю R-1860 Hornet B см. в статье Pratt & Whitney R-1860 Hornet B)
R-1690-3525 л. с. (392 кВт)
R-1690-5525 л. с. (392 кВт)
R-1690-11775 л. с. (578 кВт)
R-1690-13625 л. с. (466 кВт)
R-1690-S5D1G700 л. с. (522 кВт)
R-1690-52750 л. с. (559 кВт)
R-1690-SDG
R-1690-S1EG750 л. с. (559 кВт)
R-1690-S2EG
R-1690-25850 л. с. (634 кВт)
R-1690-S1C3G1,050 л. с. (780 кВт)
Fiat A.59 R.итальянская лицензионная версия с редуктором.
Fiat A.59 R.C.итальянская лицензионная версия с редуктором и нагнетателем.
BMW Hornetнемецкая лицензионная версия, на её основе был разработан BMW 132.

## Применение
США
- Bach Air Yacht
- Bellanca 31-40 Senior Pacemaker
- Boeing 80
- Boeing Model 95
- Boeing Model 221
- Boeing Model 299 (прототип "Летающей крепости")
- Burnelli UB-14
- Douglas O-38
- Fokker F-14
- Keystone B-3
- Lockheed Model 14 Super Electra (L-14H)
- Lockheed Model 18 Lodestar (C-56A, C-56B, C-56C, C-56D, C-56E, C-59/Mk 1a)
- Martin B-10
- Martin XB-14
- Vought O2U Corsair
- Sikorsky S-40A
- Sikorsky S-42
- Sikorsky S-43
- Wedell-Williams Model 44

 Германия
- Focke-Wulf Fw 200 (прототип V-1)
- Junkers W 34
- Junkers Ju 46
- Junkers Ju 52/3m: модификации  ce, ge и g3e
- Junkers Ju 86 K-1, K-7, Z-7

 Италия
- CANT Z.506 (MM.296, I-CANT, прототип)

## Двигатель в экспозициях музеев

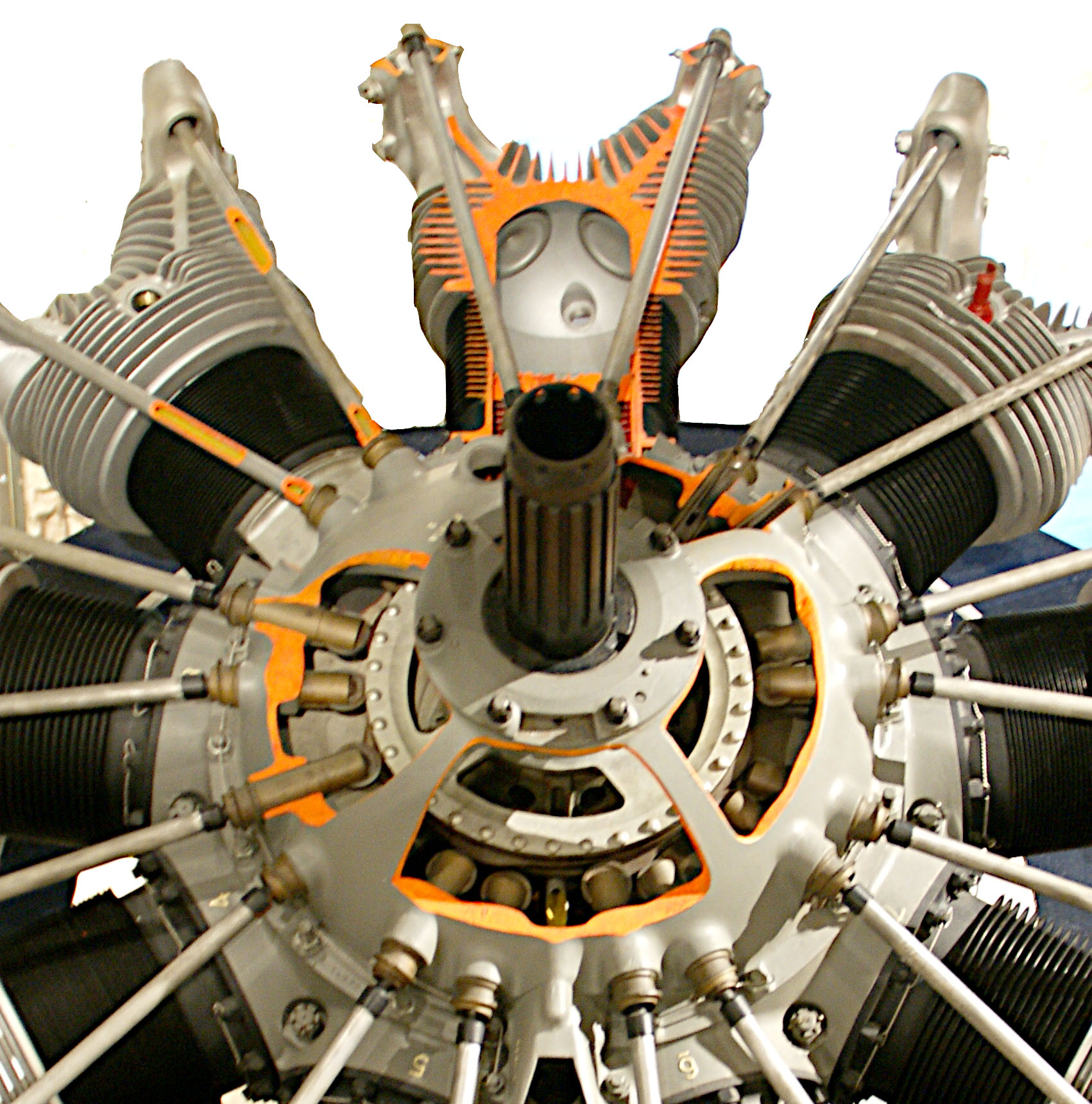
R-1690 в разделе

- Авиамузей Новой Англии (при аэропорту Брэдли, Виндзор-Локс (Коннектикут).[2]
- Авиамузей Перл-Харбора, Гавайи (на фото справа).
- Немецкий музей, Мюнхен.